# Округ Клејборн (Луизијана)
Клејборн (енгл. Claiborne Parish) је округ у америчкој савезној држави Луизијана.

## Демографија
По попису из 2010. године број становника је 17.195, што је 344 (2,0%) становника више него 2000. године.
| Група             | 2000.         | 2010.         |
| Белци             | 8.679 (51,5%) | 8.084 (47,0%) |
| Афроамериканци    | 7.982 (47,4%) | 8.733 (50,8%) |
| Азијати           | 17 (0,1%)     | 41 (0,2%)     |
| Хиспаноамериканци | 128 (0,8%)    | 171 (1,0%)    |
| Укупно            | 16.851        | 17.195        |